# Hala Morskie Oko
Die Alm Hala Morskie Oko ist eine Alm im Tal Dolina Rybiego Potoku in der polnischen Hohen Tatra in der Woiwodschaft Kleinpolen.

## Geschichte
Die Alm wurde im 17. Jahrhundert angelegt und war bis zur Gründung des Tatra-Nationalparks im Jahr 1954 in Betrieb. Eigentümer war die Familie Murzański aus dem Dorf Groń. Die Eigentümer wurden 1961 enteignet. Seitdem die Viehwirtschaft eingestellt wurde, wächst die Alm mit Bergkiefern zu. Auf der Alm stehen noch Almhütten in der Nähe der Schutzhütte Schronisko PTTK nad Morskim Okiem.

## Tourismus
Auf die Alm führen zahlreiche Wanderwege von den umgebenden Bergpässen und Gipfeln.
- ▬ Ein rot markierter Wanderweg führt vom Zakopaner Stadtteil Toporowa Cyrhla auf den Gipfel Rysy. Teilweise folgt der Wanderweg dem Oswald-Balzer-Weg.
- ▬ Ein rot markierter Wanderweg führt um den Bergsee Meerauge.
- ▬ Ein blau markierter Wanderweg führt vom Bergsee Meerauge über den Bergpass Świstówka Roztocka ins Tal Dolina Pięciu Stawów Polskich, auch Ceprostrada genannt.
- ▬ Ein gelb markierter Wanderweg führt vom Bergsee Meerauge über den Bergpass Szpiglasowa Przełęcz ins Tal Dolina Pięciu Stawów Polskich.
- ▬ Ein rot markierter Wanderweg führt vom Bergsee Morskie Oko auf den Bergpass Wrota Chałubińskiego.
- ▬ Ein grün markierter Wanderweg führt vom Bergsee Czarny Staw pod Rysami auf den Bergpass Mięguszowiecka Przełęcz pod Chłopkiem.

Am Bergsee Meerauge liegt die Schutzhütte Schronisko PTTK nad Morskim Okiem.